# Danjal Kanani
Danjal Kanani, född 24 augusti 1990 i Göteborgs Annedals församling, Göteborgs och Bohus län, är en svensk influerare och entreprenör. Han är delägare och ekonomiansvarig i Jocke & Jonna AB, och har en Instagram-profil med 220 000 följare. Han är även delaktig i ett flertal andra företag, bland annat Bow Bow, Webblagret och Rökarn.
Kanani, tidigare bosatt i Norrköping, nu i Dubai, har förekommit i videoklipp av Jocke & Jonna inför miljonpublik och växt större på sociala medier samt tog emot pris för Årets Snapchat på Guldtuben 2017.

## Diskografi

### Singlar
- 2020 – "Alpina" [5]
- 2020 – "Pandemi"
- 2021 – "Prima"
- 2021 – "Bachata"
- 2021 – "Djungeln kallar"
- 2023 – "Raggarbilar (Warra Warra)" (tillsammans med Fröken Snusk och Rasmus Gozzi)

## Priser och utmärkelser
| År   | Pris                      | Resultat | Ref   |
| ---- | ------------------------- | -------- | ----- |
| 2017 | Guldtuben: Årets Snapchat | Vann     | [ 6 ] |